# Bispgrund
Bispgrund är en ö i Aspö socken, Strängnäs kommun, strax norr om Tynnelsö. Ön har en yta av 16 hektar.
Bispgrund skall enligt sägner ha skänkt som faddersgåva från Tynnelsö till Lagnö herrgård. Ben enkelstuga uppfördes på ön i början av 1800-talet och 1905 friköptes ön med stuga av dåvarande ägaren. Han sålde i sin tur ön till överstelöjtnant Erland von Plomgren som lät uppföra en jaktstuga på ön 1924 och arrenderade ut torpet. 1950 lämnade den sista torparen stugan. Runt 1960 avstyckades ön i fyra större fritidsfastigheter och två nya sommarhus uppfördes på ön. Sedan början av 2000-talet är en av husen helårsboende.